# Frøyatunneln
Frøyatunneln (norska: Frøyatunnelen) är en undervattenstunnel som förbinder öarna Frøya och Hitra och är en del av fastlandsförbindelsen mellan öarna (fylkesväg 714). Tunneln går som mest 159 meter under havsytan och kostade 475 miljoner norska kronor att bygga.
Första delen av fastlandsförbindelsen var Fjellværøyforbindelsen, som öppnade 10 juli 1992. Hitratunneln, som byggdes i samband med fyllning och bro mellan Hemnskjela och Sunde i Snillfjord, öppnades 8 december 1994. Som tredje och sista del öppnades Frøyatunneln den 23 juni 2000.
Byggkostnaden för fastlandsförbindelsen delades mellan den norska staten 51 %, fylket och kommunerna 11 % och vägtull 38 %. Vägtullen skulle enligt planerna tas ut till 2012, men ett betydligt större trafikunderlag än beräknat och att förbindelsen blev billigare än budgeterat gjorde att den sista vägtullstationen stängdes den 20 februari 2010 kl 17.00.